# 미나모토노 요리노부

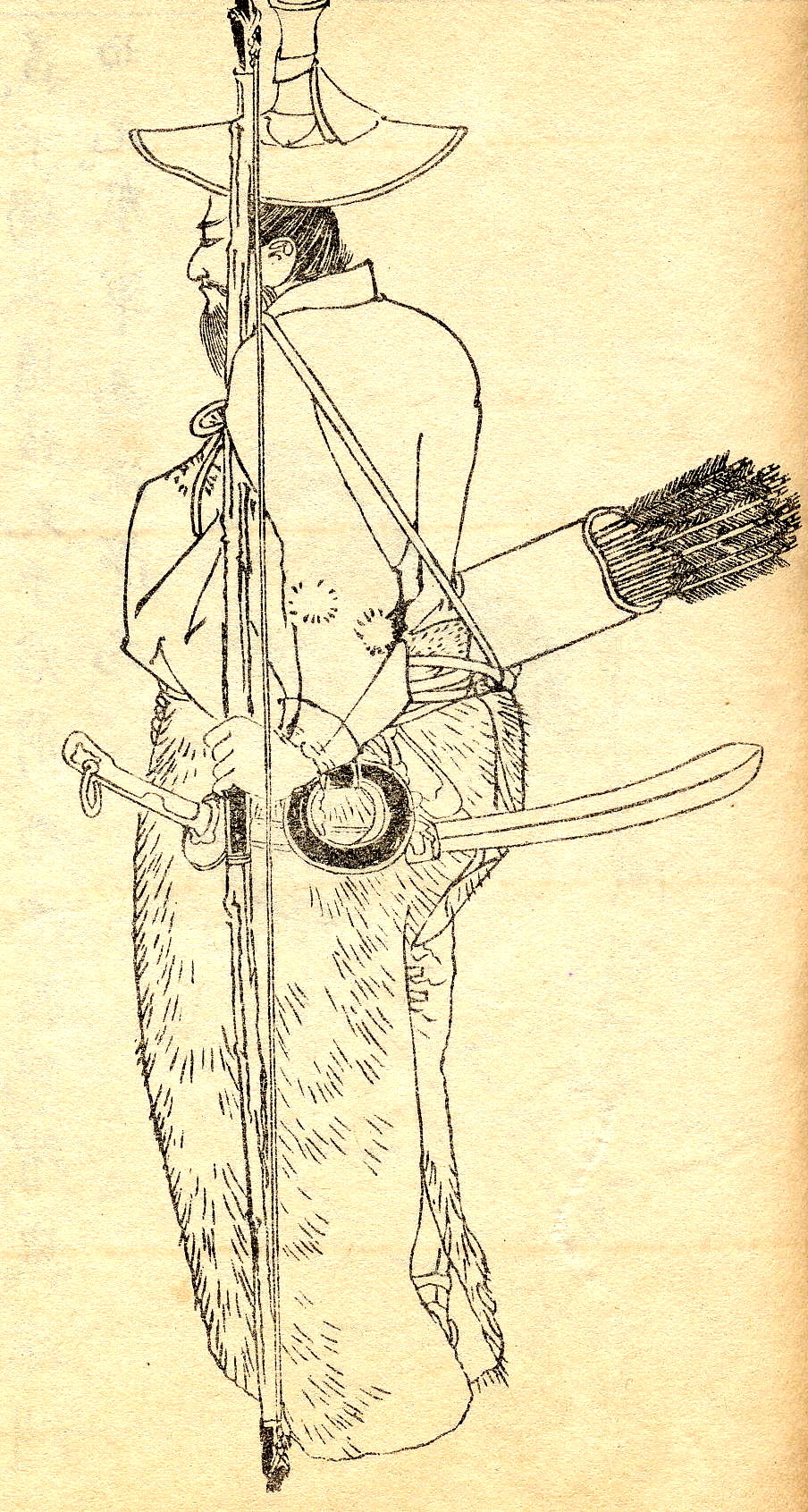
미나모토노 요리노부

미나모토노 요리노부(일본어: 源頼信, 968년 12월 21일 ~ 1048년 6월 1일)는 헤이안 시대 중기의 무장이다. 셋쓰국에서 겐지 무사단을 형성한 미나모토노 미쓰나카의 삼남이며 가와치 겐지의 시조이다.
| 전임 (미나모토노 미쓰나카) | 제1대 가와치 겐지 동량 | 후임 미나모토노 요리요시 |

## 같이 보기
- 미나모토노 요시이에
- 세이와 겐지
- 이와시미즈 하치만궁
- 하치만 신